# EMERLEC-30
Le EMERLEC-30 est un système d’artillerie antiaérienne navale de petit calibre, construit par Emerson Electric (Saint-Louis (Missouri), États-Unis) en utilisant deux tubes Oerlikon KCB (Suisse) sur un seul affût rotatif. Le système a été conçu pour couvrir l’intervalle entre les mitrailleuses actionnées à la main et les systèmes d'armes rapprochés complexes, qui sont utiles mais seulement s’ils sont reliés avec des appareils de tir adaptés à l’engagement de cibles navales.

## Conception
L’installation a été conçue pour l’utilisation sur des moyens navals légers, type patrouilleur côtier ou d’interdiction des eaux fermées. Le système comprend deux blocs distincts et a un poids de 1905 kg sans munitions ni son opérateur. La partie inférieure, située sous le pont du navire, contient le tambour de munitions de réserve, correspondant à 1 970 coups (985 coups par arme), et le système d’alimentation des armes.
La partie supérieure, pivotant à 360°, est composée d’une cabine fermée (vitrée) pour l’opérateur qui est ainsi protégé des intempéries. Le complexe peut être télécommandé directement depuis la centrale de tir du navire. La vitesse angulaire en déviation et en élévation est de 80 degrés/s, la cadence de tir est de 600 coups par minute et par arme. L’armement du complexe est constitué de 2 canons Oerlikon KCB de calibre 30 mm, avec une cadence de tir de 600 coups par minute chacun, tirant des obus de calibre 30 mm pesant entre 350 et 420 grammes chacun. La portée utile, avec des munitions typiques, est d’environ 3 km.
Le tireur, dans sa cabine vitrée équipée d’essuie-glace, a un système de conduite de tir basé sur un dispositif à visée optique avec stabilisateur gyroscopique et collimateur à réflexion. Les armes sont juste derrière la cabine sur des bras de support. Le système d’arme peut tirer tous les 1970 projectiles de fournis sans recourir à l’énergie électrique du navire, car il est équipé de ses propres batteries d'accumulateurs, placées concentriquement au tambour. Le double système d’alimentation du canon permet de tirer avec une seule arme même lorsque l’autre est en panne.

## Utilisation opérationnelle
[réf. nécessaire]
Essentiellement utilisé par des navires de taille relativement petite, le système d'arme a été utilisé comme artillerie sur un prototype de patrouilleur de l'US Navy livré en 1973, le coastal patrol and interdiction craft 1 Voyager (P-202) de 71 t., transféré à la Corée du Sud en 1975 qui le testa jusqu'en 1980 et a également été exporté dans une dizaine de pays. Il est entré en service en 1975, environ 7 ans après le début de la conception. La désignation américaine de l’artillerie est EX Mk 74 Mod.0. 
Les autres pays qui l’ont mis en service sont, entre autres, l'Équateur, l’Éthiopie}, la Corée du Sud (patrouilleurs de classe Chamsuri, frégates de classe Ulsan), la Grèce, la Malaisie, le Nigeria, Taïwan et les Philippines (patrouilleurs de classe Kagitingan et classe Tomas Batillo).